# Crypto.com Arena

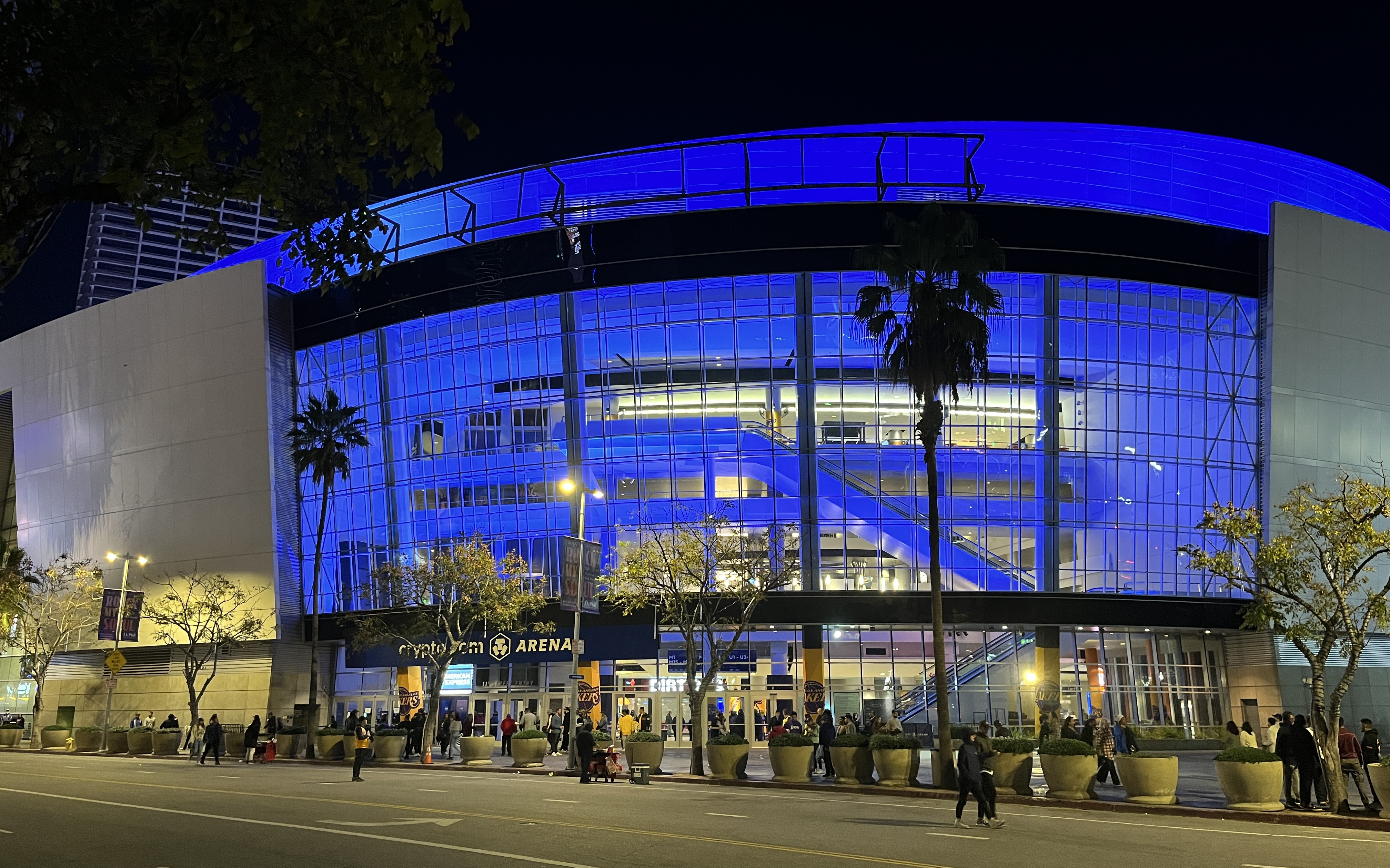
Arenans exteriör, 2022.

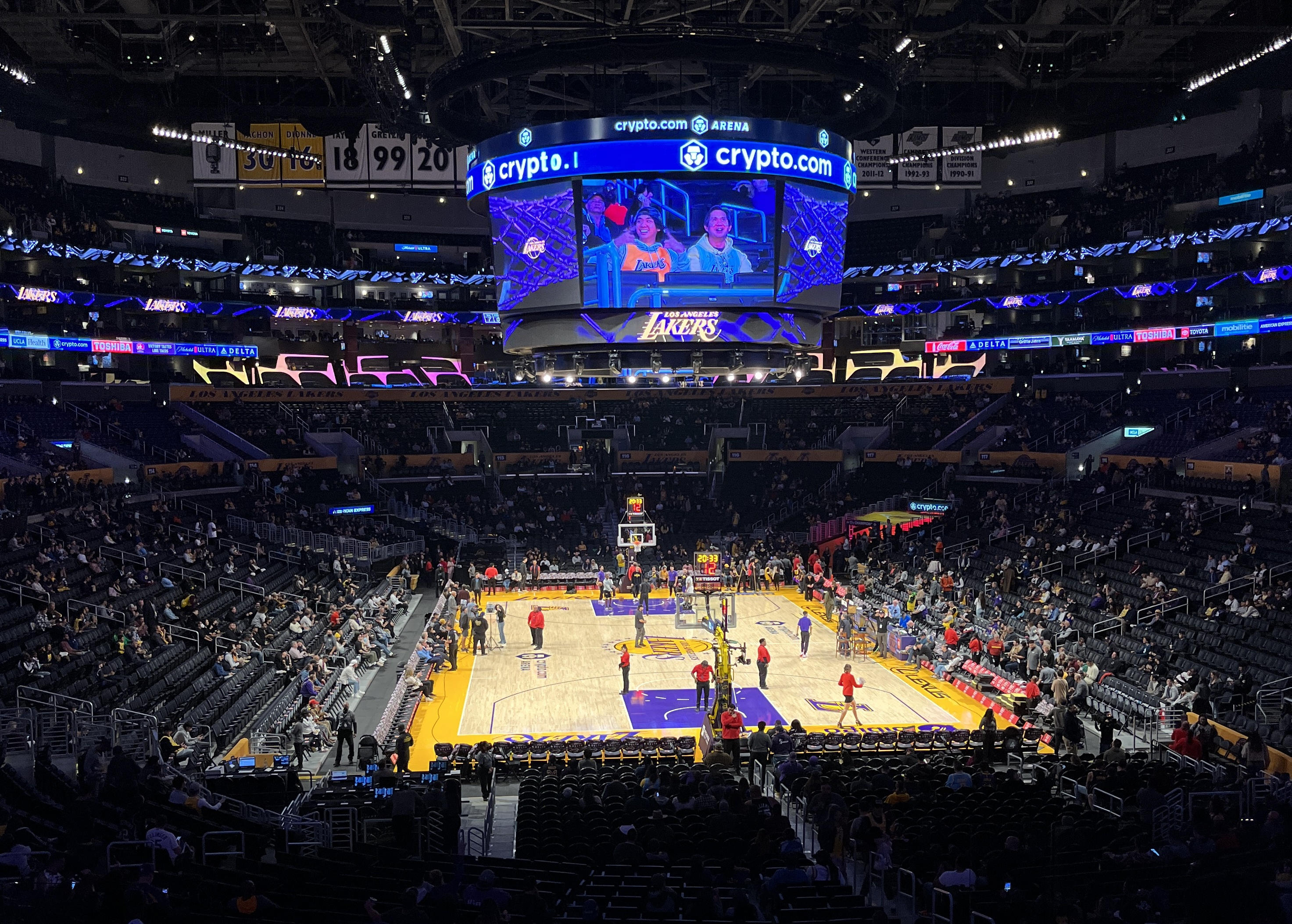
Arenans interiör inför en match med Los Angeles Lakers, 2022.

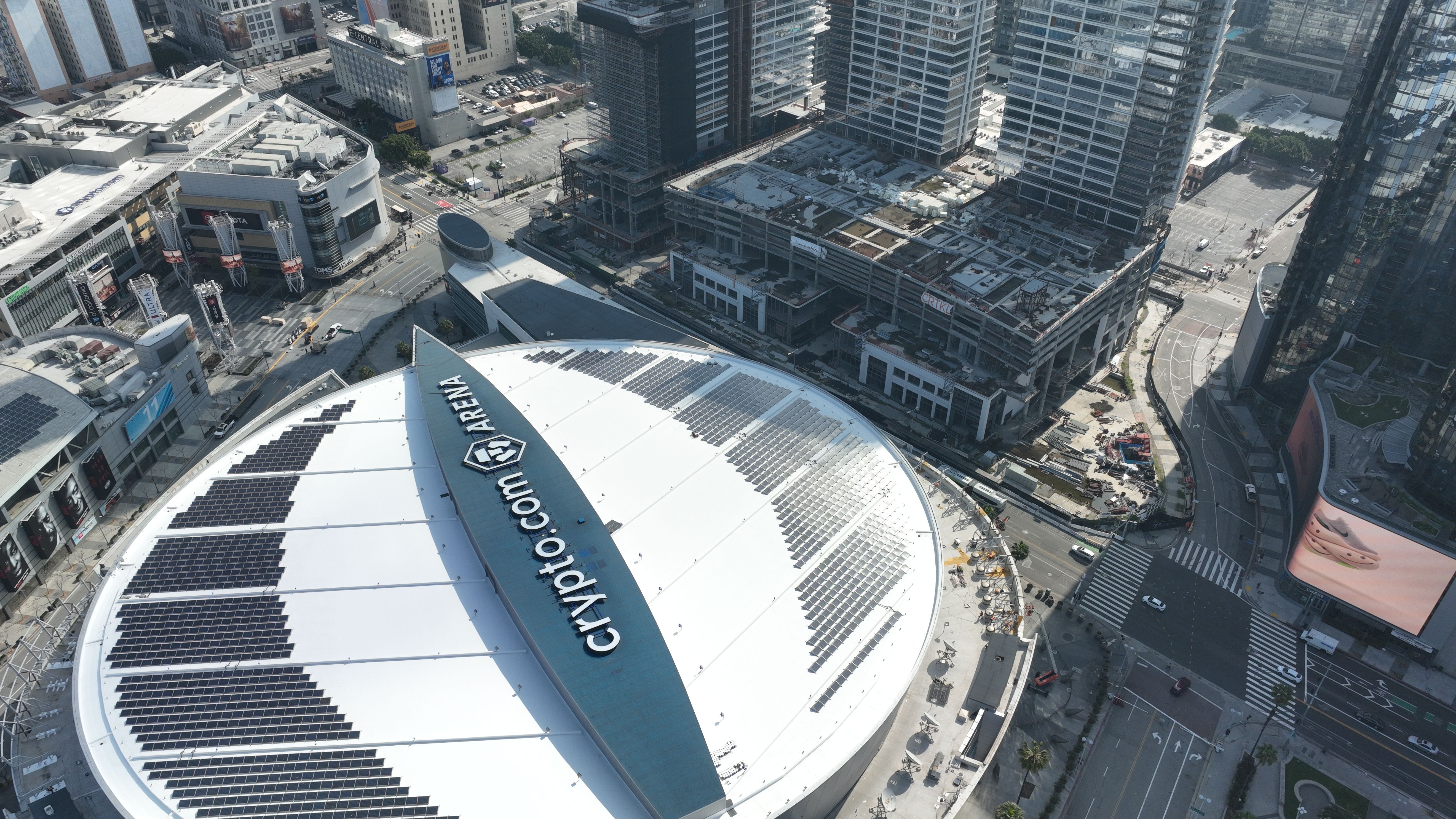
Arenan sedd ovanifrån, 2023.

Crypto.com Arena, tidigare Staples Center, är en inomhusarena för basket och ishockey i Los Angeles, Kalifornien, i USA. Den har kapacitet för 19 000 åskådare.
Arenan är hemmaarena för bland andra Los Angeles Lakers och Los Angeles Clippers, som båda spelar i National Basketball Association (NBA), Los Angeles Sparks som spelar i Women's National Basketball Association (WNBA) samt för Los Angeles Kings, som spelar i National Hockey League (NHL).

## Historia
Arenan öppnade den 17 oktober 1999. Samma år köpte den globala kontorsleverantören Staples namnrättigheterna till arenan för de efterföljande 20 åren, för 116 miljoner USD, dåtidens mest lukrativa namnrättighetsavtal. Den 19 oktober 2009 meddelade arenans ägare Anschutz Entertainment Group (AEG) och Staples att man hade skrivit ett nytt avtal som sträcker sig i all evighet, det första avtalet någonsin där ett företag köper en arenas namnrättigheter för all framtid.
Det har även arrangerats X Games-tävlingar i arenan ett flertal gånger under 2000-talet.
Musikartisten Michael Jacksons begravningsceremoni arrangerades i arenan den 7 juli 2009. Jackson hade använt arenan för sina sista repetitioner innan han dog.
Den 25 december 2021 bytte arenan namn till Crypto.com Arena.